# Callitomis dohertyi
Callitomis dohertyi là một loài bướm đêm thuộc phân họ Arctiinae, họ Erebidae.